# Sifan Hassan
Sifan Hassan (ur. 1 stycznia 1993 w Adamie) – holenderska lekkoatletka pochodzenia etiopskiego specjalizująca się w biegach średnich i długich. W 2008 wyemigrowała z Etiopii do Holandii, a od listopada 2013 jest jej reprezentantką.

## Kariera
W 2013 sięgnęła po złoto w biegu młodzieżowców oraz zdobyła brąz w drużynie podczas mistrzostwa Europy w biegach przełajowych. Rok później zdobyła w Zurychu złoto w biegu na 1500 metrów oraz srebro na dystansie 5000 metrów podczas mistrzostw Europy. Halowa mistrzyni Starego Kontynentu w biegu na 1500 metrów (2015). Brązowa medalistka mistrzostw świata w Pekinie na dystansie 1500 metrów (2015). Na koniec 2015 triumfowała podczas mistrzostw Europy w biegach przełajowych. W marcu 2016 została halową mistrzynią świata na dystansie 1500 metrów. Piąta zawodniczka biegu na 1500 metrów podczas igrzysk olimpijskich w Rio de Janeiro w tym samym roku. W kolejnym sezonie zajęła piąte miejsce oraz zdobyła brązowy medal podczas światowego czempionatu w Londynie odpowiednio na dystansach 1500 i 5000 metrów. Srebrna medalistka w biegu na 3000 metrów podczas halowych mistrzostw świata w Birmingham (2018). Podczas mistrzostw świata w katarskiej Dosze zdobyła złote medale na 1500 i 10 000 metrów. W 2021 zdobyła dwa złota (w biegach na 5000 i 10 000 metrów) oraz brąz (na 1500 metrów) podczas igrzysk olimpijskich w Tokio. Wystartowała na trzech dystansach na światowym czempionacie w 2023 w Budapeszcie, w których wywalczyła dwa medale: brązowy w biegu na 1500 metrów oraz srebrny na dystansie 5000 metrów.

## Osiągnięcia
| Rok  | Impreza                                   | Miejsce        | Konkurencja           | Pozycja     | Wynik    |
| ---- | ----------------------------------------- | -------------- | --------------------- | ----------- | -------- |
| 2013 | Mistrzostwa Europy w biegach przełajowych | Belgrad        | bieg młodzieżowców    | 1. miejsce  | 19:40    |
| 2013 | Mistrzostwa Europy w biegach przełajowych | Belgrad        | drużyna młodzieżowców | 3. miejsce  | 70 pkt   |
| 2014 | Mistrzostwa Europy                        | Zurych         | bieg na 1500 m        | 1. miejsce  | 4:04,18  |
| 2014 | Mistrzostwa Europy                        | Zurych         | bieg na 5000 m        | 2. miejsce  | 15:31,79 |
| 2014 | Puchar interkontynentalny                 | Marrakesz      | bieg na 1500 m        | 1. miejsce  | 4:05,99  |
| 2015 | Halowe mistrzostwa Europy                 | Praga          | bieg na 1500 m        | 1. miejsce  | 4:09,04  |
| 2015 | Mistrzostwa Świata                        | Pekin          | bieg na 800 m         | półfinał    | 1:58,50  |
| 2015 | Mistrzostwa Świata                        | Pekin          | bieg na 1500 m        | 3. miejsce  | 4:09,34  |
| 2015 | Mistrzostwa Europy w biegach przełajowych | Hyères         | bieg seniorek         | 1. miejsce  | 25:47    |
| 2016 | Halowe mistrzostwa świata                 | Portland       | bieg na 1500 m        | 1. miejsce  | 4:04,96  |
| 2016 | Mistrzostwa Europy                        | Amsterdam      | bieg na 1500 m        | 2. miejsce  | 4:33,76  |
| 2016 | Igrzyska olimpijskie                      | Rio de Janeiro | bieg na 800 m         | eliminacje  | 2:00,27  |
| 2016 | Igrzyska olimpijskie                      | Rio de Janeiro | bieg na 1500 m        | 5. miejsce  | 4:11,23  |
| 2017 | Mistrzostwa świata                        | Londyn         | bieg na 1500 m        | 5. miejsce  | 4:03,34  |
| 2017 | Mistrzostwa świata                        | Londyn         | bieg na 5000 m        | 3. miejsce  | 14:42,73 |
| 2018 | Halowe mistrzostwa świata                 | Birmingham     | bieg na 1500 m        | 3. miejsce  | 4:07,26  |
| 2018 | Halowe mistrzostwa świata                 | Birmingham     | bieg na 3000 m        | 2. miejsce  | 8:45,68  |
| 2018 | Puchar interkontynentalny                 | Ostrawa        | bieg na 3000 m        | 1. miejsce  | 8:27,50  |
| 2019 | Mistrzostwa świata                        | Doha           | bieg na 1500 m        | 1. miejsce  | 3:51,94  |
| 2019 | Mistrzostwa świata                        | Doha           | bieg na 10 000 m      | 1. miejsce  | 30:17,62 |
| 2021 | Igrzyska olimpijskie                      | Tokio          | bieg na 1500 m        | 3. miejsce  | 3:55,86  |
| 2021 | Igrzyska olimpijskie                      | Tokio          | bieg na 5000 m        | 1. miejsce  | 14:36,79 |
| 2021 | Igrzyska olimpijskie                      | Tokio          | bieg na 10 000 m      | 1. miejsce  | 29:55,32 |
| 2022 | Mistrzostwa świata                        | Eugene         | bieg na 5000 m        | 6. miejsce  | 14:48,12 |
| 2022 | Mistrzostwa świata                        | Eugene         | bieg na 10 000 m      | 4. miejsce  | 30:10,56 |
| 2023 | Mistrzostwa świata                        | Budapeszt      | bieg na 1500 m        | 3. miejsce  | 3:56,00  |
| 2023 | Mistrzostwa świata                        | Budapeszt      | bieg na 5000 m        | 2. miejsce  | 14:54,11 |
| 2023 | Mistrzostwa świata                        | Budapeszt      | bieg na 10 000 m      | 11. miejsce | 31:53,35 |
| 2024 | Igrzyska olimpijskie                      | Paryż          | bieg na 5000 m        | 3. miejsce  | 14:30,61 |
| 2024 | Igrzyska olimpijskie                      | Paryż          | bieg na 10 000 m      | 3. miejsce  | 30:44,12 |
| 2024 | Igrzyska olimpijskie                      | Paryż          | maraton               | 1. miejsce  | 2:22:55  |

## Rekordy życiowe
- bieg na 800 metrów – 1:56,81 (2017)
- bieg na 1000 metrów – 2:34,68 (2015)
- bieg na 1500 metrów (stadion) – 3:51,95 (2019) rekord Europy, rekord mistrzostw świata, 9. wynik w historii światowej lekkoatletyki
- bieg na 1500 metrów (hala) – 4:00,46 (2015) rekord Holandii
- bieg na milę (stadion) – 4:12,33 (2019) były rekord świata, rekord Europy, 2. wynik w historii światowej lekkoatletyki
- bieg na milę (hala) – 4:19,89 (2017) rekord Holandii, 8. wynik w historii światowej lekkoatletyki
- bieg na 3000 metrów (stadion) – 8:18,49 (2019) rekord Europy, 5. wynik w historii światowej lekkoatletyki
- bieg na 3000 metrów (hala) – 8:30,76 (2017) rekord Holandii
- bieg na 5000 metrów – 14:13,42 (2023) rekord Europy, 9. wynik w historii światowej lekkoatletyki
- bieg na 5 kilometrów – 14:44wo (2019) rekord Europy
- bieg na 10 000 metrów – 29:06,82 (2021) do 8 czerwca 2021 rekord świata, 4. wynik w historii światowej lekkoatletyki
- bieg godzinny – 18,930 km (2020) rekord świata
- półmaraton – 1:05:15 (2018) rekord Europy
- maraton – 2:13:44 (2023) rekord Europy, 2. wynik w historii światowej lekkoatletyki